# Kang, Longnan
Kang, tidigare stavat Kanghsien, är ett härad inom Longnan stad på prefekturnivå i provinsen Gansu i nordvästra Kina.
Kang är indelat i 18 köpingar och tre socknar.
Köpingar (zhen):

- Anmenkou (岸门口镇)
- Baiyang (白杨镇)
- Changba (长坝镇)
- Chengguan (城关镇)
- Dabao (大堡镇)
- Dananyu (大南峪镇)
- Douba (豆坝镇)
- Lianghe (两河镇)
- Nianba (碾坝镇)
- Pingluo (平洛镇)
- Sanheba (三河坝镇)
- Sitai (寺台镇)
- Tongqian (铜钱镇)
- Wangba (王坝镇)
- Wangguan (望关镇)
- Yangba (阳坝镇)
- Yuntai (云台镇)
- Zhoujiaba (周家坝镇)

Socknar (xiang):

- Dianzi (店子乡)
- Miba (迷坝乡)
- Taishi (太石乡)